# Ricardo Mazal
Ricardo Mazal es un pintor mexicano nacido en 1950.

## Biografía
En 1968 ingresó a la Universidad Iberoamericana, donde estudio Diseño Industrial y Gráfico. Más tarde, cursó un postgrado en la Universidad de Illinois que le llevó a ejercer su profesión durante una década.
En 1982, y con motivo de la reorganización política y económica que se vivió en México, aunada a un periodo de constantes búsquedas personales, Ricardo Mazal decidió trasladarse a Barcelona, ciudad que le ofreció refugió a sus inquietudes, iniciando así su incursión en el campo de la plástica.
Durante estos años, Mazal encuentra en el Expresionismo abstracto, una fuerte influencia que se hará evidente a lo largo de toda su producción artística. Su estancia en aquella ciudad española significó adentrarse en los círculos artísticos, que se reflejó en su primera muestra individual en 1987.
Ese mismo año, en uno de sus viajes a la Ciudad de México, conoce al pintor Günther Gerzso. Gerzso formaba parte de los artistas que regularmente presentaban sus obras en la Galería de Arte Mexicano. Así, Gerzso será quien lo introduzca a ese círculo conformado por los más connotados artistas de la época. En 1988 Ricardo Mazal presentará sus obras, de manera individual, en el establecimiento de Inés Amor. Mientras que en Monterrey se presenta en la Galería de Arte Actual Mexicano. Gracias a la buena recepción de sus lienzos entre los coleccionistas y la crítica, será invitado habitual de estas y otras galerías tanto de nuestro país como el extranjero.
La oportunidad de exponer en este recinto llegó a Ricardo Mazal cuando se encuentran en su etapa de mayor madurez, y él artista ha logrado definir un estilo propio. Ahora, Mazal es un pintor que utiliza las herramientas que le brindan los medios digitales para plasmar en el lienzo la totalidad de un proceso intelectual elaborado y procesado en el transcurso de creación. Siempre en continuo discurso la técnica de la emoción.
Sus obras acusan la influencia del expresionismo abstracto y, al mismo tiempo, exploran en los procesos tecnológicos actuales como la fotografía digital manipulada, mediante el uso de diversos programas de cómputo.
Este proceso consiste en la fragmentación de la imagen, que posteriormente será conectada al enfrentarse al lienzo, que generalmente es de gran formato y el cual es considerado como el último eslabón de su proceso creativo.
A lo largo de casi veinte años de trabajo, Mazal ha participado en más de 40 muestras individuales y casi 50 colectivas, entre las que destacan las presentadas en el Scottsdale Museum of Contemporary Art en Arizona, el Museo de Arte Contemporáneo de Monterrey, el Center for Contemporary Arts en Santa fe, Nuevo México; la Galería Maeght en la ciudad de Barcelona; el Museo Nacional de Antropología e Historia de la Ciudad de México y ahora la muestra antológica en el Museo de Arte Moderno de México.
En dos ocasiones ha obtenido el premio como Creador Artístico, otorgado por el Fondo Nacional de Creadores de Arte (FONCA). En 1991 recibió de la Pollock Krassner Foundation una beca que le permitió continuar su producción artística.
- Datos: Q6108331